# 辛鬱
辛鬱 （1933年6月13日—2015年4月29日），本名宓世森，別號：冷公，筆名：古渡、丁望、盛乃承。浙江慈谿人，在軍中任職期間，自學成才，先後在《新生報》的「戰士園地」、《野風》半月刊、《藍星》詩刊、《創世紀》等刊物發表詩作。除了寫詩，辛鬱還寫作小說、雜文、電視劇本，並且積極發起許多文學藝術活動；也推廣科學普及工作，並且擔任《人與社會》、《國中生月刊》等雜誌的主編、總編輯、顧問、社長等多項職務。

## 生平
- 1933年，六月出生於杭州觀海衛鎮宓家埭。
- 1948年，離家從軍。
- 1950年，五月中舟山撤隊時隨軍來到臺灣。
- 1951年，從沙牧教導下摸索寫詩，之前曾在家中讀過艾青、田間、何其芳、綠原、穆旦、徐志摩、聞一多等的詩集。這一年，辛鬱第一首作品在《新生報》「戰士園地」發表，後又在《野風半月刊》發表作品，均用「雪舫」筆名，後易為「辛鬱」[1]。
- 1954年，結識詩人紀弦、覃子豪等，加入「現代派」，並為《藍星》寫詩。「創世紀」詩社成立，張默、洛夫、瘂弦三位創辦人均服役軍中，亦加入其中。此時結識鄭愁予、商禽、楚戈、葉泥、林泠、梅新等詩人。
- 1969年，自軍中退伍。即參與推廣科學普及工作，並任經理、社長及《人與社會》、《國中生月刊》等雜誌的主編、總編輯、顧問，數十年與文字結緣。
- 1988年，九月與洛夫、管管、張默、碧果、商禽等詩人回大陸探親，並與大陸詩人交流。
- 2003年，七月出版辛鬱四書：《演出的我》、《找鑰匙》、《龍變》、《鏡子》。
- 2015年，四月七日<病友>一文發表於聯合報副刊。二十九日上午8時因肺炎併發心臟衰竭病逝於臺北，享年82歲。

## 作品
著有詩集《辛鬱世紀詩選》、《豹》等；小說《龍變》、《不是鴕鳥》及記述詩壇朋友的《我們這一伙人》等作品。。其作品以貼近社會及發掘人性為主。

### 詩集
- 《軍曹手記》，臺北：藍星詩社，1960年11月
- 《豹：辛鬱詩集》，臺北：漢光文化公司，1988年8月
- 《因海之死》，臺北：尚書文化出版社，1990年4月
- 《在那張冷臉背後》，臺北：爾雅出版社，1995年5月
- 《辛鬱．世紀詩選》，臺北：爾雅出版社，2000年5月
- 《演出的我》，臺北：文史哲出版社，2003年7月[4]

### 散文
- 《找鑰匙》，臺北：文史哲出版社，2003年7月

### 小說

#### 短篇小說集
- 《未終曲》，臺北：臺灣商務印書館，1968年6月
- 《不是鴕鳥》，臺北：十月出版社，1968年10月
- 《我給那白痴一塊錢》，臺北：天華出版社，1978年5月
- 《鏡子》，臺北：文史哲出版社，2003年7月

#### 中篇小說
- 《地下火》，臺北：陸軍出版社，1974年10月

#### 長篇小說
- 《龍變》，臺北：文史哲出版社，2003年7月

### 劇本
- 《面子問題》，宓世森編劇，中國廣播公司廣播劇，1975年5月

### 論述
- 《神奇跑馬燈：科學月刊四十年人事流變》，臺北：文史哲出版社，2010年5月

### 傳記
- 《我們這一伙人》，臺北：文訊雜誌出版，2012年7月

### 合集
- 《辛鬱自選集》，臺北：黎明文化公司，1980年6月

### 合著
- 《融融新邨：小說集》，古渡等撰，臺北：中華日報社，1973年
- 《作家的成長：告訴您寫作的秘訣》，辛鬱等著，臺北：華欣文化，1978年

### 編校
- 《人文科學的哲學研究》，趙雅博撰，辛鬱校，臺北：十月出版社，1968年[5]
- 《碧野朱橋當日事：朱橋紀念文集》，朱西寧、辛鬱編，臺北：十月出版社，1969年
- 《寢園》，橫光利一撰，周弦譯，辛鬱校，臺北：十月出版社，1969年《中國當代十大小說家選集》，辛鬱等主編，金門金湖：源成，1977年[6]
- 《詩選：八十四年》，辛鬱、白靈主編，臺北：現代詩季刊出版，1995年
- 《詩選：九十年代》，辛鬱、白靈、焦桐主編, 臺北：創世紀詩雜誌出版，2001年
- 《他們怎麼玩詩?：創世紀五十周年精選》，洛夫等著，辛鬱等編，臺北：二魚文化出版，2004年

## 傳述
- 《辛鬱自傳》[錄影]，王璞拍攝，王璞先生拍攝作家錄影傳記，1998年3月
- 《知道第一季第13集，冷臉背後 燃燒生命》，辛鬱主講，臺北市：人間衛視，2012年

## 獲獎
曾獲國軍新文藝長詩金像獎、警總文藝獎詩歌金環獎、中山文藝獎新詩獎、中國文藝榮譽文藝獎章。

## 評價
- 洛夫：「辛鬱的詩，面冷而心熱，冷的是他的語言，熱的是他潛在生命的燃燒。他對『自我』形象的塑造，以及對『自我』的省思，可能較同代其他詩人更為嚴酷。」
- 古月：「在詩壇被稱為三公的歪公商禽（1930-2010.6）、溫公楚戈（1931-2011.3）前幾年相繼過世，知交許世旭（1934-2010.7）也在商禽過世相隔數日辭世，冷公辛鬱近二年備受心臟病糾纏之苦，終亦隨之遠行。相識相交近一甲子的歲月，而今眼見老友一一凋零，怎不令人唏噓慟之！」[7]

## 資料註解
1. ↑  因發現一位籃球國手名叫「唐雪舫」，即停用此筆名，易為「辛鬱」
2. ↑  國立台灣文學館/編著，《遇見台灣詩人一百：一百位詩人簡介》，2011年「遇見台灣詩人一百」展覽的小冊子，頁47。
3. ↑  江自得、鄭炯明、利玉芳、曾貴海、莫渝、林鷺/編，《2013年台灣現代詩選》，春暉出版社，2014年4月初版，頁109。
4. ↑  辛鬱四書：《演出的我》、《找鑰匙》、《龍變》、《鏡子》
5. ↑  英文題名：Philosophical studies on human aciences
6. ↑  十大小說家係指朱西寧、司馬中原、彭歌、段彩華、白先勇、邵僴、七等生、子于、楊青矗。英文題名：Contemporary Chinese fiction：10 major writers
7. ↑  <冷公遠行──悼辛鬱>，載於聯合報副刊[2015-05-01]

- 台灣作家作品目錄資料庫——辛鬱 （页面存档备份，存于）